# Stuarts River
Der Stuarts River ist ein Fluss im Osten von Dominica im Parish Saint David.

## Geographie
Der Stuarts River hat selbst mehrere namhafte Quellbäche: Ravine Déjeuner und Ravine Bouc neben anderen. Diese entspringen in den Südost-Ausläufern des Morne Trois Pitons im Nationalpark Morne Trois Pitons an der Grenze der Parishes St. David und Saint George (Dominica). Der Ravine Déjeuner entspringt dabei ebenfalls ganz in der Nähe des Freshwater Lakes (Oroix), der als Ursprung des Roseau Rivers gilt, der nach Westen zur Gemeinde Roseau hin entwässert. Die Quellbäche entspringen jedoch an der Kante des Hochplateaus und verlaufen stetig nach Nordosten. Der Chemin L'Étang Trail folgt dabei dem Tal des Ravine Déjeuner. Bei Gueule Lion vereinigen sich die Quellbäche und der kurze Ravine Bouc fließt von rechts und Süden zu. Die Anhöhe von Grand Fond trennt den Fluss vom östlichen Nachbarn, dem O’Hara River. Bei Morne George vereinigt er sich mit dem Clarke’s River und bald darauf fließt noch der Brown’s River zu, wonach der Fluss den Namen Rosalie River annimmt. Der Fluss ist ca. 5,8 km lang.